# Леонтьєв Олексій Іванович
Олексій Іванович Леонтьєв (рос. Алексей Иванович Леонтьев (Шерейко), нар. 18 березня 1918, Єкатеринослав, УНР — 9 січня 1998, Москва, Росія) — український радянський футболіст, який грав на позиції воротаря. Майстер спорту СРСР, більшу частину кар'єри провів за московський «Спартак» (1940—1949), зігравши в 109 матчах.

## Футбольна кар'єра

### Клубна кар'єра
Вихованець клубу «Промкооперація» (Дніпропетровськ). У 1936 році розпочав футбольну кар'єру в «Спартаку» (Дніпропетровськ) під прізвищем Щерейко.
У 1939 році він захищав кольори «Сталі» (Дніпропетровськ), зігравши 19 матчів у другому дивізіоні чемпіонату СРСР.
У січні 1940 року він поїхав до Москви, де вже під прізвищем Леонтьєв став футболістом московського «Спартака». Не маючи стабільної ігрової практики 1941 року був відправлений до московських «Крил Рад», але незабаром повернувся в «Спартак», де з сезону 1945 року став основним воротарем клубу, вигравши конкуренцію у більш досвідченого Владислава Жмелькова. У 1949 році він закінчив футбольну кар'єру через важку травму спини.

### Подальше життя
У 1957—1995 роках працював співробітником відділу футболу газети «Радянський спорт». З 1959 по 1991 рік був членом президії Федерації футболу РРФСР та спортивно-технічного комітету Федерації футболу СРСР.
Жив на Новій Басманний вулиці, 17; з 1960-х років — на Вадковському провулку, 4. 9 січня 1998 року помер у Москві у віці 79 років . Його поховали на Домодєдовському кладовищі у Москві.

## Досягнення

### Клубні
Спартак Москва
- Бронзовий призер чемпіонатів СРСР : 1948, 1949
- Володар Кубка СРСР : 1946, 1947

### Індивідуальні успіхи
- Обраний до списку 33 найкращих футболістів СРСР : № 1 (1944), № 2 (1942), № 3 (1943, 1946)

### Відзнаки
- Майстер спорту СРСР